# 中村重治
中村 重治（なかむら しげはる、1953年9月17日 - ）は、日本の銀行家。東京都出身。株式会社りそな銀行元代表取締役副社長。りそな総合研究所株式会社顧問・元代表取締役社長。株式会社商工組合中央金庫社外取締役人事委員会・報酬委員会委員長。

## 人物
東京都出身。1976年、上智大学外国語学部を卒業後、同年4月、株式会社埼玉銀行（現・株式会社りそな銀行）に入行。その後、同行常務執行役員総合資金部担当、取締役兼専務執行役員総合資金部担当兼コーポレートガバナンス室担当などを経て、2008年、同行代表取締役副社長兼執行役員人材サービス部担当兼コーポレートガバナンス事務局担当に就任。2012年、りそな総合研究所株式会社代表取締役社長に就任。2014年、同社代表取締役社長から退任し、同社顧問に就任。株式会社商工組合中央金庫社外取締役人事委員会・報酬委員会委員長。

## 略歴
- 1976年、上智大学外国語学部卒業後、同年4月、株式会社埼玉銀行（現・株式会社りそな銀行）入行
- 2005年、株式会社りそな銀行常務執行役員総合資金部担当
- 2006年、同行取締役兼専務執行役員総合資金部担当兼コーポレートガバナンス室担当
- 2008年、同行代表取締役副社長兼執行役員人材サービス部担当兼コーポレートガバナンス事務局担当
- 2012年、りそな総合研究所株式会社代表取締役社長
- 2014年、同社顧問